# 弗勒里 (瓦兹省)
弗勒里（法語：Fleury，法語發音：[flœʁi] ⓘ）是法国瓦兹省的一个市镇，属于博韦区。

## 地理
弗勒里（49°14'41"N, 1°58'11"E）面积6.29 平方千米，位于法国上法蘭西大區瓦兹省，该省份为法国北部内陆省份，北起索姆省，西接厄尔省和滨海塞纳省，南至塞纳-马恩省和瓦兹河谷省，东临埃纳省。
与弗勒里接壤的市镇（或旧市镇、城区）包括：费莱塞唐、弗雷讷莱吉永、莫讷维尔、图尔利、韦克桑地区拉科尔讷、蒙舍夫勒伊。

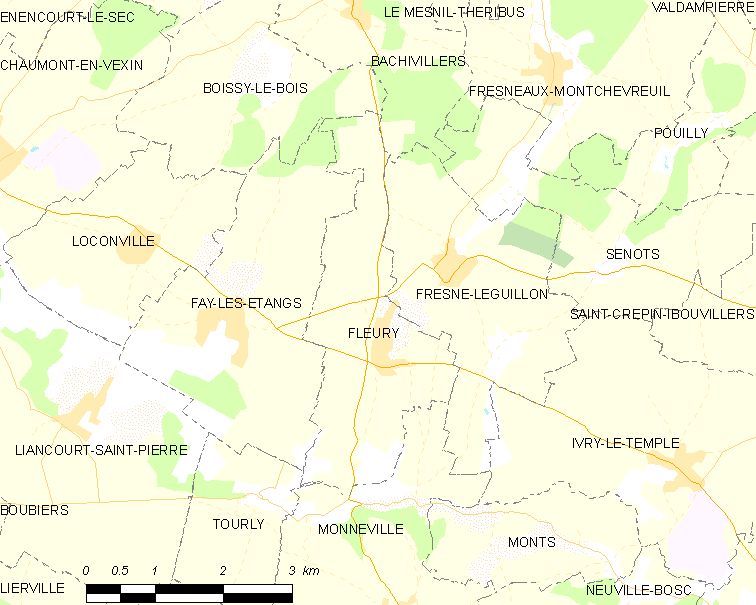
的OSM定位图

弗勒里的时区为UTC+01:00、UTC+02:00（夏令时）。

## 行政
弗勒里的邮政编码为60240，INSEE市镇编码为60239。

## 政治
弗勒里所属的省级选区为韦克桑地区肖蒙县。

## 人口

1962-2008年间人口变化图示

弗勒里于2022年1月1日时的人口数量为586人。